# Орловская губернская учёная архивная комиссия
Орловская губернская учёная архивная комиссия — научное историческое и краеведческое общество, первое в России по времени создания.

## История
Открытие Орловской учёной архивной комиссии состоялось 11 июня 1884 года. Она стала первой из четырёх первоначально предполагавшихся к учреждению; на следующий день была открыта Тамбовская учёная архивная комиссия. Первоначально в комиссии было 15 человек, к 1898 году она насчитывала уже 153 члена.
Одной из главных задач Орловской учёной архивной комиссии было создание исторического архива с составлением описей документов и указателей. Члены архивной комиссии активно занимались археологическими раскопками на территории Орловского края. В помещении здания губернского правления 7 декабря 1897 года открылся музей, созданный членами комиссии. Особенно активизировалась работа в этом направлении в начале XX в., когда организацию возглавил А. Н. Шульгин (ум. в 1906 г.). Под его руководством была составлена археологическая карта Орловской губернии. 
За период 1885—1906 гг. было напечатано 36 выпусков издания «Труды Орловской ученой архивной комиссии».
В соответствии с декретом СНК РСФСР «О реорганизации и централизации архивного дела в РСФСР» от 1 июня 1918 года секретарь Орловской учёной архивной комиссии, хранитель губернского музея В. М. Турчанинов был назначен первым уполномоченным Главного архивного управления (Главархива) РСФСР по Орловской губернии. В 1920 году состоялось два совместных заседания Орловской учёной архивной комиссии и учреждённого в том же году 20 февраля Орловского губернского архивного управления во главе с заведующим И. С. Комягинским. На этом деятельность Орловской учёной архивной комиссии прекратилась.

## Председатели комиссии
- председатель Орловского окружного суда князь Александр Борисович Сонцов-Засекин (1885—1888);
- и.о. товарищ председателя П. П. Шеншин (октябрь 1888 — 3 декабря 1890);
- В. М. Козлов (03.12.1890—15.04.1895);
- Д. Е. Рынкевич (15.04.1895—14.03.1896);
- губернатор Александр Николаевич Трубников (1896—1901);
- Александр Николаевич Шульгин (1902—1906);
- князь Константин Владимирович Кекуатов (1907—1914);
- орловский губернский предводитель дворянства князь А. Б. Куракин (1914—1917).